# Ройцин, Александр Брониславович
Александр Брониславович Ройцин (род. 17 июня 1930) — украинский физик. Доктор физико-математических наук.
В 1952 году окончил физико-математический факультет Кишинёвского университета. Диссертацию кандидата физико-математических наук защитил под руководством М. Ф. Дейгена. Старший научный сотрудник Института полупроводников АН Украины.
Основные труды в области физики твёрдого тела.

## Монографии
- О. Б. Ройцин. Парамагнітний резонанс. Киев: Держтехвидав, 1963. — 143 с.
- А. Б. Ройцин. Некоторые применения теории симметрии в задачах радиоспектроскопии. Киев: Наукова думка, 1973. — 100 с.
- М. Д. Глинчук, В. Г. Грачёв, М. Ф. Дейген, А. Б. Ройцин, Л. А. Суслин. Электрические эффекты в радиоспектроскопии. Электронный парамагнитный, двойной электронно-ядерный и параэлектрический резонансы. М.: Наука, 1981. — 336 с.
- А. Б. Ройцин, В. М. Маевский. Радиоспектроскопия поверхности твёрдых тел. Киев: Наукова думка, 1992. — 266 с.
- А. Б. Ройцин, Д. Л. Лыфарь, А. Б. Рожкин. Радиоспектроскопия конденсированных сред. Институт физики полупроводников АН Украины. Киев, 2000. — 316 с.